# 奧波里
49°24′53″N 23°41′47″E / 49.41472°N 23.69639°E
奧波里（烏克蘭語：Опори），是烏克蘭的村落，位於該國西部利沃夫州，由德羅霍貝奇區負責管轄，始建於1492年，面積5.66平方公里，2001年人口1,151，人口密度每平方公里203.43人。